# 首都医科大学附属北京妇产医院
首都医科大学附属北京妇产医院是三级甲等妇产专科医院。医院同时承担首都医科大学妇产医学院的任务。

## 历史
- 医院的前身是直属中央卫生部的北京妇幼保健实验院[1]。
- 1959年6月6日，北京妇产医院创立，林巧稚为首任院长[1]。
- 1992年被卫生部、联合国儿童基金会、世界卫生组织联合命名为“爱婴医院”[1]。
- 1994年，成为首都医科大学附属医院，并更名为首都医科大学附属北京妇产医院[1]。
- 2000年成为首都医科大学妇产医学院[1]。

## 西院区

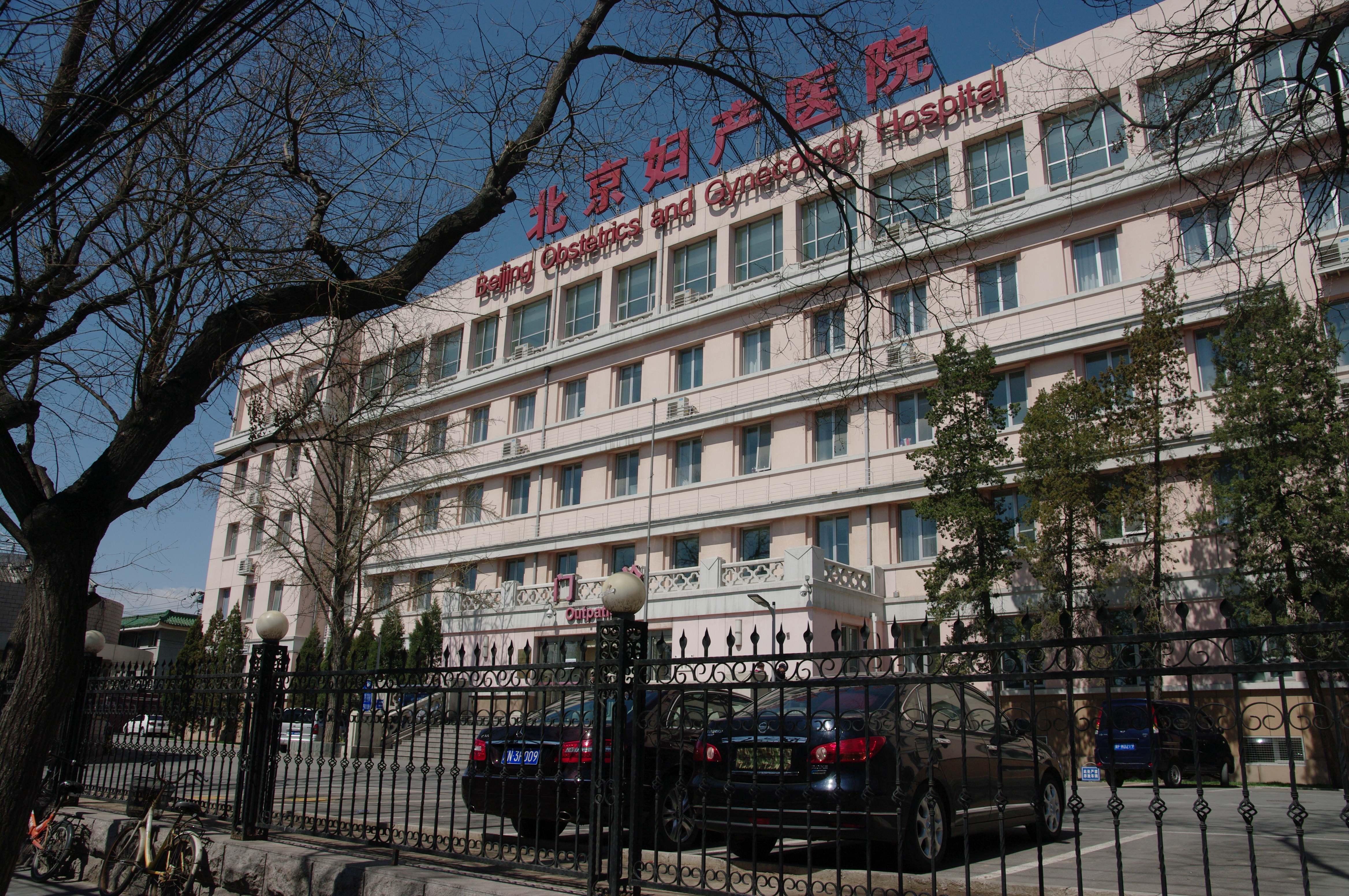
西院区

西院区位于东城区骑河楼街17号。

## 东院区

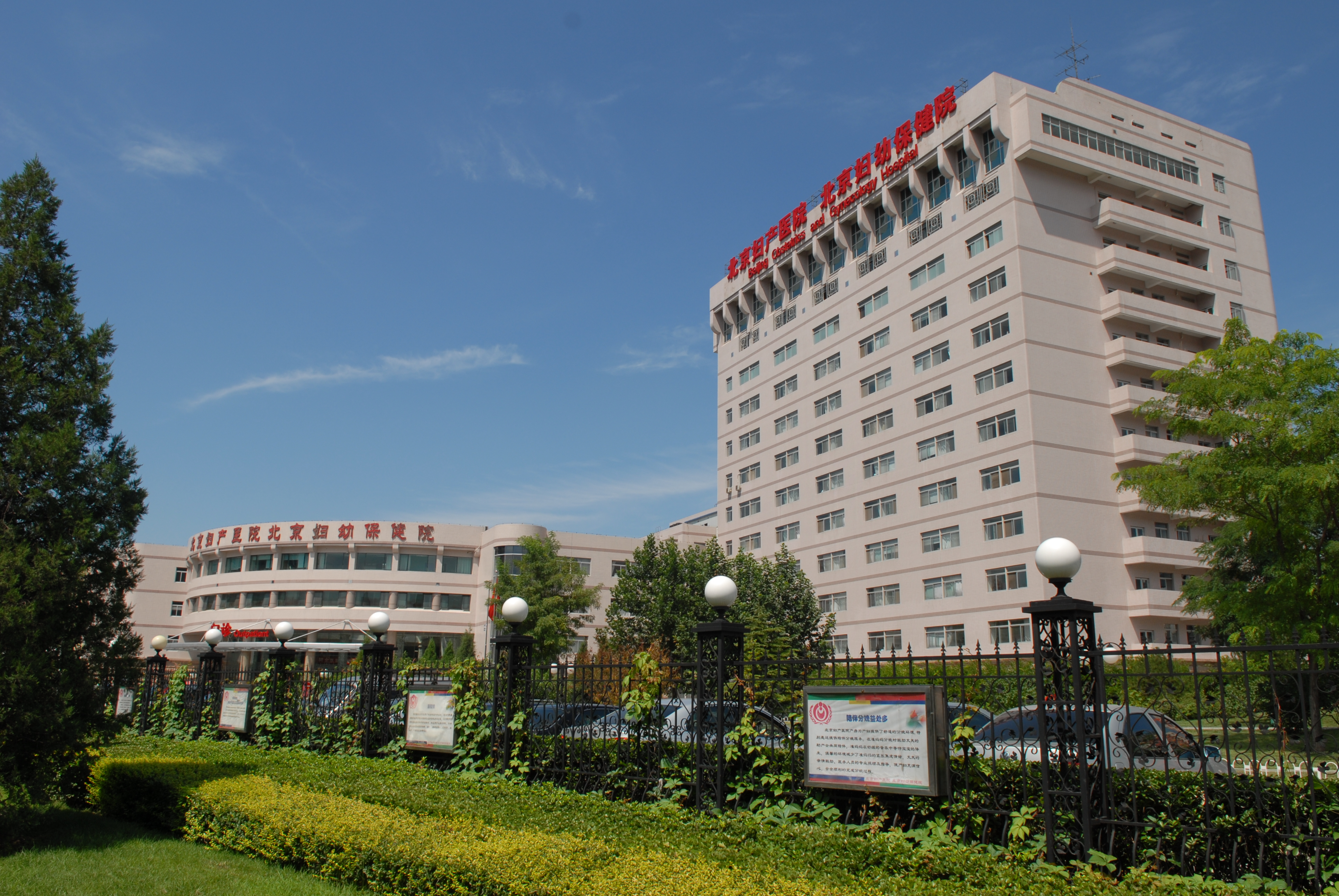
东院区

东院区位于朝阳区姚家园路251号，2002年6月落成。该院区还有北京市妇女保健所、北京市儿童保健所、北京市计划生育技术研究指导所。

## 通州院区
计划新建通州院区，设立1000张床位。开诊时，位于中心城区的各院区的总床位数量缩减至400张。